# 国営海の中道海浜公園

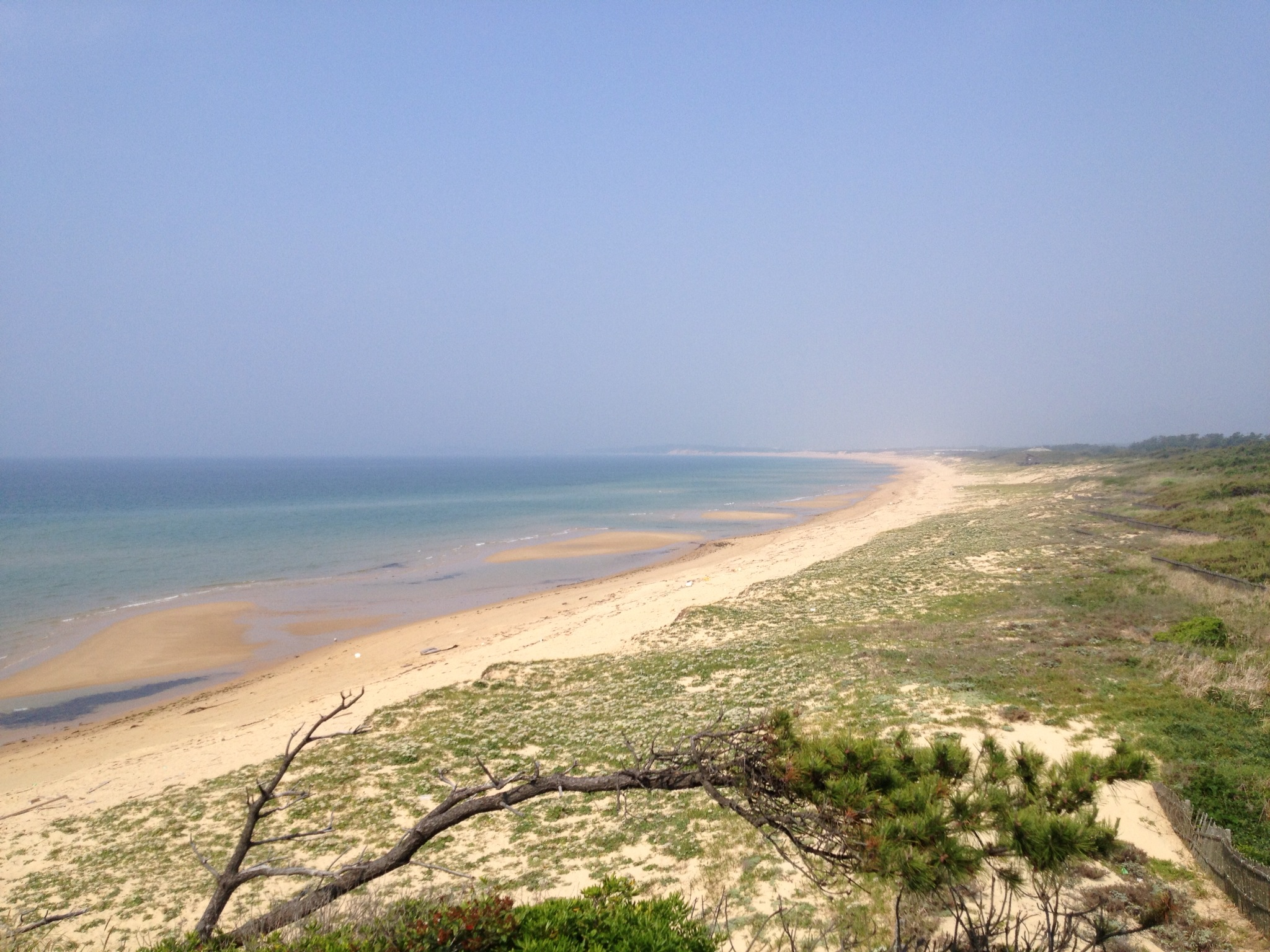
玄界灘沿岸の砂浜

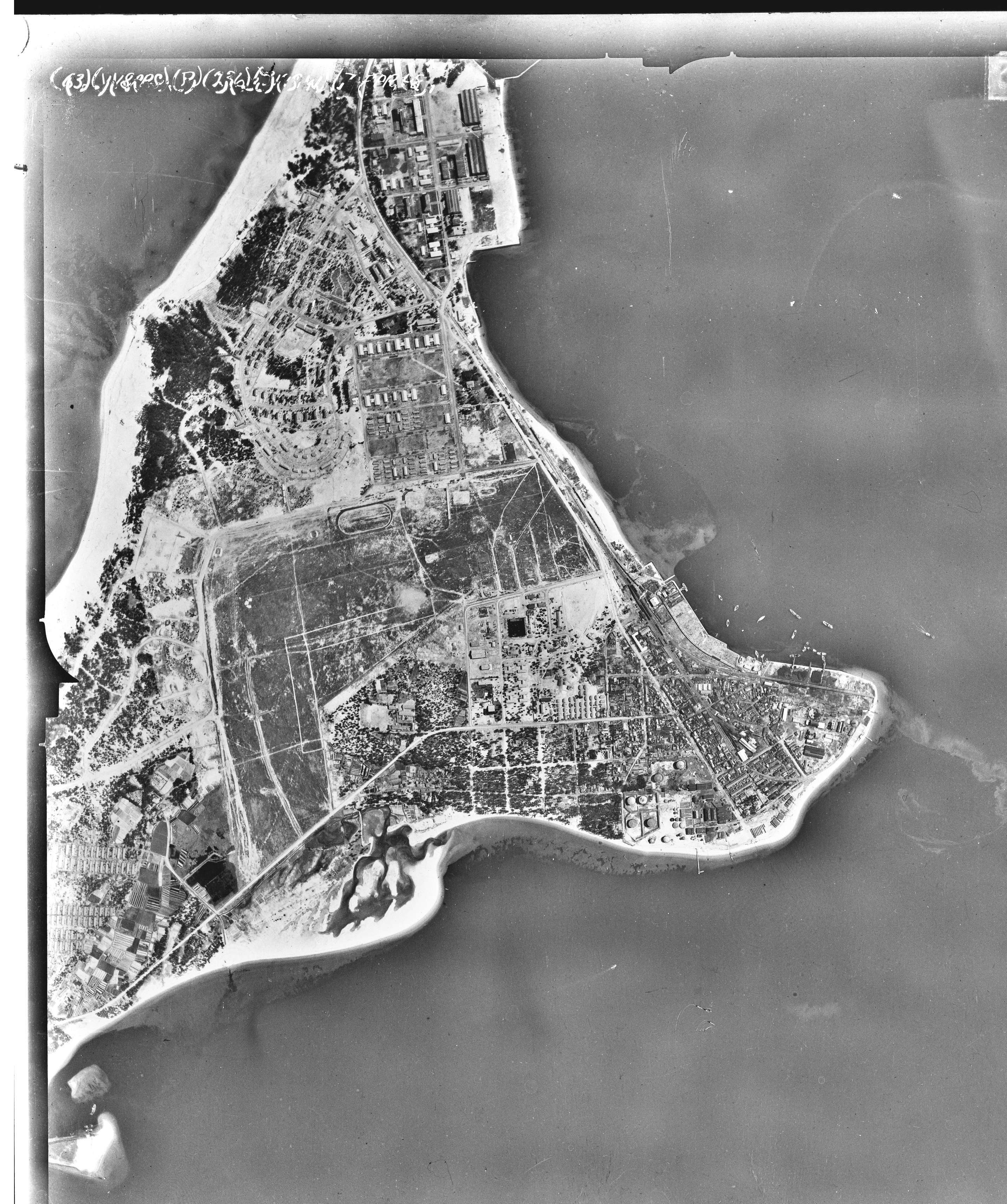
戦後の米軍の航空写真。中央部Ｌ字のものが、博多海軍航空隊の飛行場跡

国営海の中道海浜公園（こくえいうみのなかみちかいひんこうえん）は福岡県福岡市東区にある公園。全国で5番目に設置された国営公園である。

## 概要
昭和18年５月に九州飛行機により西戸崎飛行場が完成。対岸の香椎工場より運ばれた海軍哨戒機、東海などの試作実験が行われる。昭和19年4月1日、戦局により、隣接する博多海軍航空隊が同飛行場を接収、陸上機実用機教育が開始。本土決戦に備え、練習機を用いた特攻訓練が行われる。
、戦後は福岡第一飛行場を含め、アメリカ合衆国空軍博多基地となり、西戸崎飛行場はそのまま米軍のゴルフ場となる。、その跡地返還を受けて開設されることになったものである。
福岡市の市街地から博多湾をはさんで対岸の砂州・海の中道にあり、遊園地、キャンプ場、オリエンテーリングのパーマネントコース、野外劇場等の野外施設が設置されている。ただし現在遊園地に至ってはジェットコースター、観覧車、メリーゴーランド等が老朽化の理由から撤去されておりゴーカート等しか残っておらず、ほぼ遊園地ではなくなっている状態である。
- 計画面積：約539.3ヘクタール[5]
- 開園面積：約260ヘクタール（2010年現在）

## 沿革
- 1943年（昭和18年）５月 - 九州飛行機、西戸崎飛行場開設。
- 1944年（昭和19年）４月１日　博多海軍航空隊が接収。陸上機教育開始。
- 1945年（昭和20年）３月１日　練習航空隊を廃止。実戦部隊となり練習航空機九三中練による特攻訓練を開始。
- 1970年（昭和45年） - 米軍博多基地[2]の一部返還[1][7]。同地区は国から福岡市に無償貸与され[8]、福岡市雁の巣レクリエーションセンターが開設された[1][7]。
- 1972年（昭和47年）6月[5] - 米軍博多基地[2]の一部返還[5]。
- 1975年（昭和50年）
  - 国営公園として整備承認[7]。予定地には、暫定利用施設雁の巣レクリエーションセンターが含まれ、同施設は国営公園としての整備前の暫定利用扱い[8]。
  - 7月1日 - 現場事務所を開設[9]。
  - 1976年（昭和51年）12月 - 第一期工事着工[5]。
- 1981年（昭和56年）10月20日 - 開園[3][10]。第1期は約50ヘクタール[10]。
- 1983年（昭和58年）7月1日 - サンシャインプールを開設[11]。
- 1984年（昭和59年） - 子ども広場が完成[12]。
- 1986年（昭和61年） - 100ヘクタール整備完了[要出典]。
- 1987年（昭和62年） - 「ホテル海の中道」(福岡地所、代表榎本一彦)開業[13]。
- 1991年（平成元年）
  - 4月17日 - 海洋生態科学館地区、開園式[14]。
  - 10月16日 - 青年の家、開園式[14]。
- 1991年（平成3年）8月1日 - 野外劇場などを開設[要出典][15]。
- 1994年（平成6年）7月20日 - 皇太子御成婚記念広場を開設[要出典][15]。
- 1999年（平成11年） - 200ヘクタール整備完了[要出典]。
- 2005年（平成17年）3月19日 - 潮見台を開設[要出典][15]。
- 2007年（平成19年） - 「ホテル海の中道」が「THE LUIGANS Spa＆Resort」（プランドゥシー、代表野田豊）として開業[13]。
- 2010年（平成22年）3月20日 - 「環境共生の森」がオープン[要出典][15]。
- 2017年（平成29年）5月31日 - 海の中道海浜公園研修宿泊施設等管理運営事業の管理運営をPark-PFI制度を用いて2040年まで民間企業（海の中道リゾート、代表野田豊）が行なうことになる[16]。

## 施設
公園内は広くいくつかのエリアがある。メインはサンシャインプールと大芝生広場。
- 花のエリア
  - バラ園
- 芝生のエリア
  - 大芝生広場
- 自然体験のエリア
  - 動物の森 - カピパラなどの小動物が中心。
- 遊びのエリア
  - サンシャインプール - 流水プールなど6つのプールがある。
- 博多湾のエリア
  - ドッグラン- 小型犬エリアなど3つのエリアに分かれている。
  - デイキャンプ場
  - 境共生の森（みらいの森）
  - 博多湾パノラマ広場
  - カモ池
- 玄界灘のエリア
  - 海の松原
  - 青少年海の家
  - 潮見台
- リゾートエリア
  - マリンワールド（海洋生態科学館）- 水族館
  - マリーナ
  - ホテル・ザ・ルイガンズ（ホテル海の中道）
  - 港レストハウス
  - 渡船場

## イベント
公園内の野外劇場は福岡市内で最大規模で、福岡で野外コンサートが行われる場合ここを用いることが多い。
- 1983年8月13日には浜田省吾が初のワンマン野外コンサート「A PLACE IN THE SUN」を開催し、約25,000人を動員。
- 1987年第1回福岡国際クロスカントリー大会（現：日本陸上競技選手権大会クロスカントリー競走）が実施され、翌年以降も大会会場として使用される。
- 1988年8月7日、THE ALFEEが野外イベント「ALL OVER JAPAN 4 ACCESS AREA ACT3 FUKUOKA UMINONAKAMICHI」を開催。
- 1988年8月27日〜28日、サザンオールスターズがライブツアー「-真夏の夜の夢- 1988大復活祭」を開催。
- 1991年矢沢永吉 "BIGBEAT"開催。
- 1995年7月29日〜30日、Mr.Childrenが「STADIUM TOUR Hounen Mansaku 夏祭り1995 空(ku:)」を開催[18]。
- 1996年8月24日〜25日、サザンオールスターズが同公園の野外劇場でライブツアー「ザ・ガールズ 万座ビーチ」を開催。
- 2002年7月6日、「2002FNS27時間テレビ みんなのうた～あの素晴らしい日本をもう一度～」で浜崎あゆみが同公園の野外劇場でのayumi hamasaki STADIUM TOUR 2002 Aのライブセットをバックに生出演した。
- 2003年7月26日〜27日に史上最強の移動遊園地 DREAMS COME TRUE WONDERLAND 2003が開催された。
- 2006年4月1日〜2日はIAAF世界クロスカントリー選手権福岡大会の会場となった。
- 2014年7月から音楽イベントNUMBER SHOTが開催されている[19]。

### 春
- 海の中道フラワーピクニック

### 夏
- うみなかバラまつり

### 秋
- うみなか＊はなまつり

### 冬
- うみなかクリスマスキャンドルナイト

## 事務所所在地
- 福岡県福岡市東区大字西戸崎18-25
- 国営海の中道海浜公園

## アクセス

### 鉄道
- JR香椎線「海ノ中道駅」下車すぐ

### バス
- 西鉄バス「マリンワールド海の中道」バス停より徒歩3分

### 船
- ベイサイドプレイス博多埠頭から安田産業汽船の「うみなかライン」で海の中道渡船所へ向かい、下船後徒歩5分
- ベイサイドプレイス博多埠頭から福岡市営渡船で西戸崎渡船所へ向かい、下船後徒歩10分
- シーサイドももち・マリゾンから安田産業汽船の「うみなかライン」で海の中道渡船所へ向かい、下船後徒歩5分

### 自動車
- 福岡高速6号アイランドシティ線アイランドシティ出入口から8.5km
- 九州自動車道古賀インターチェンジから17km

## 周辺
- 志賀島
- 金印公園